# 정찬우 (희극인)
정찬우(한국 한자: 鄭燦宇, 1968년 2월 28일 ~ )는 대한민국의 희극인 출신 가수이다.

## 생애
육군 하사로 예편한 이후 1991년 연극배우로 데뷔하였고, 1994년 MBC 공채 개그맨으로 방송계에 정식 입문하였다. 개그 듀오 컬투의 리더로도 활동하다가 2018년 4월에 공황장애 진단을 받고 방송 활동을 중단했다.

## 학력
- 관악고등학교 (졸업)
- 대유공업전문대학 전기공학과 전문학사

## 방송 활동

### TV
- 1994년 : MBC 《오늘은 좋은날》
- 1998년 : KBS 2TV 《가족오락관》 (깍두기)
- 2003년 ~ 2010년 : SBS 《웃음을 찾는 사람들》
- 2010년 : MBC 《하땅사》
- 2010년 ~ 2018년 : KBS 2TV 《대국민 토크쇼 안녕하세요》
- 2011년 ~ 2012년 : SBS 플러스 《현금택시》
- 2012년 : 《지식콘서트 내일》
- 2012년 : 《웰컴 투 시월드》
- 2013년 : 《컬투의 베란다쇼》
- 2014년 : 《압도적 7》
- 2015년 : 《구원의 밥상》
- 2015년 : 《비밀 독서단》
- 2016년 : 《2016 희망TV SBS - 희망노래방 부기부기》
- 2017년 : SBS 《웃찾사》 레전드매치
- 2017년 : MBC 《미스터리 음악쇼 복면가왕》 눕지 말고 앉으세요! 의자왕! (참가자)

### 드라마
- 2005년 : KBS2 《사랑도 리필이 되나요?》 - 강동우 역
- 2008년 : SBS 《온에어》 - 점쟁이 역 (특별출연)
- 2014년 : tvN 《잉여공주》 - 식스리노 역 (특별출연)
- 2015년 : SBS 《떴다! 패밀리》 - 최달수 제자, 점집 도사 역 (특별출연)
- 2015년 : SBS 《냄새를 보는 소녀》 - 왕자방 역
- 2015년 : KBS2 《프로듀사》 - 본인 역 (특별출연)

### 라디오
- 2006년 5월 1일 ~ 2018년 4월 : SBS 파워FM 《두시탈출 컬투쇼》

## 방송 외 활동

### 영화
- 2017년 : 《몬스터 패밀리》 - 렌필드 한국어 목소리 역
- 2016년 : 《장난감이 살아있다》 - 해설자/더블 트윈 한국어 목소리 역
- 2016년 : 《날, 보러와요》 - 라디오 목소리〔컬투〕 역
- 2013년 : 《아빠를 빌려드립니다》 - 산부인과 의사 역 (우정출연)
- 2013년 : 《썬더와 마법저택》 - 키키/카를로/임스 한국어 더빙 역
- 2012년 : 《몬스터 호텔》 - 그리핀/쪼글머리/가짜 드라큐라/빙고 진행자 한국어 더빙 역
- 2011년 : 《원더풀 라디오》
- 2011년 : 《체포왕》 - 목소리 출연〔컬투〕 역 (특별출연)
- 2005년 : 《로봇》 - 스멜트 한국어 더빙 역
- 2004년 : 《귀여워》 - 토크쇼 출연자 역 (특별출연)
- 2001년 : 《에밀과 탐정들》 - 막스 한국어 더빙 역
- 2001년 : 《별주부 해로》
- 1996년 : 《진짜 사나이》 - 망치 일당 역

### 드라마
- 2008년~2009년 SBS 《가문의 영광》 - 형사 역

### 뮤직비디오
- 리쌍 - 광대(김태균과 동반 출연)

### 광고
- TU미디어
- 00770
- 남양유업 맛있는 두유 GT
- 엠게임 쌩뚱맞고 / 포커

## 가수 활동

### 컬트 삼총사
- 멤버 : 정찬우, 정성한, 김태균
  - 1997년 1집 사랑은 야야야
  - 1998년 2집 Over Girl
  - 1999년 3집 어설픈 엘비스와 살찐 마돈나의 사랑
  - 2000년 4집 Dancing Love

### 컬투
- 멤버 : 정찬우, 김태균
  - 2003년 새로운 시작 Vol.1
  - 2006년 컬투패밀리 - Cult Actually Lovely Christmas
  - 2008년 Cultwo Season 1
  - 2008년 Cultwo Season 2 - Spring
  - 2010년 컬투 & 캔- 나는 대한민국이다!
  - 2010년 컬투의 노래를 향한 열정
  - 2010년 TWENTYth Urban
  - 2012년 컬투쇼 원더풀 라디오 Part.1, Part.2, Part.3
  - 2013년 직장의 신 OST - 사랑하자
  - 2013년 썬더와 마법저택 OST - 썬더송

### 하이봐
- 멤버 : 김태균, 정찬우, 김미려
  - 2006년 1집 생일

## 저서
- 2013년 ’기꺼이 파란만장하시라’